# George André Lenoir

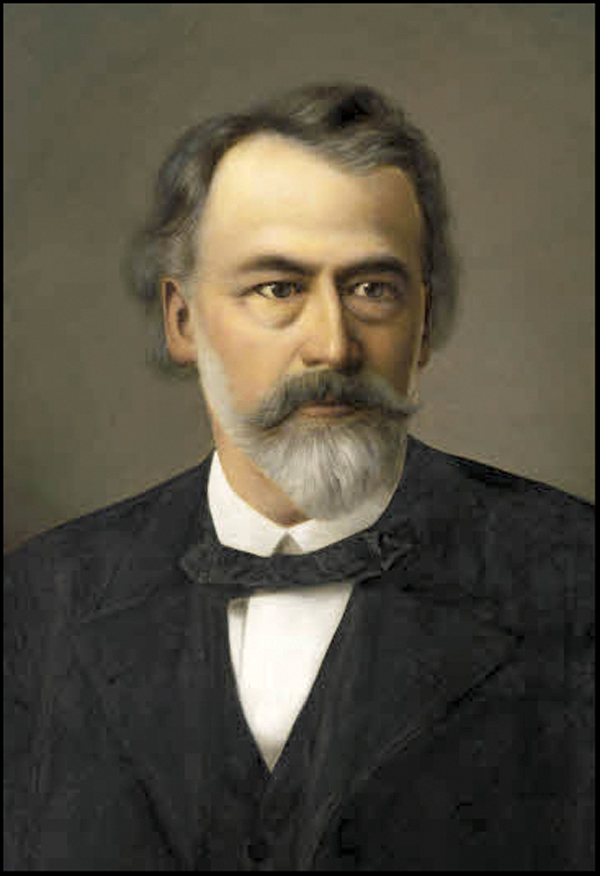
Porträt 1888

George André Lenoir (* 5. Februar 1825 in Kassel; † 2. November 1909 in Meran (Südtirol)) war ein deutscher Chemiker, Physiker, Unternehmer und Mäzen.

## Leben

### Jugend und Ausbildung
George André Lenoir wuchs in Kassel auf. Sein Vater, Jérôme Henri Lenoir, war als Hugenotte aus Metz eingewandert, hatte dort seine in Kassel geborene Mutter Katharina Elisabeth, geb. Koch, geheiratet und es als Kaufmann zu Wohlstand gebracht. Am 23. Dezember 1832 wurde sein Bruder Jean Conrad Nicolas Lenoir geboren. Nach der Grundschule studierte George André Physik und Chemie am damaligen Polytechnikum in Kassel, einem Vorläufer der heutigen Universität, an dem u. a. die Professoren Robert Wilhelm Bunsen und Friedrich Wöhler unterrichtet hatten. Danach setzte er seine Studien in Paris fort.

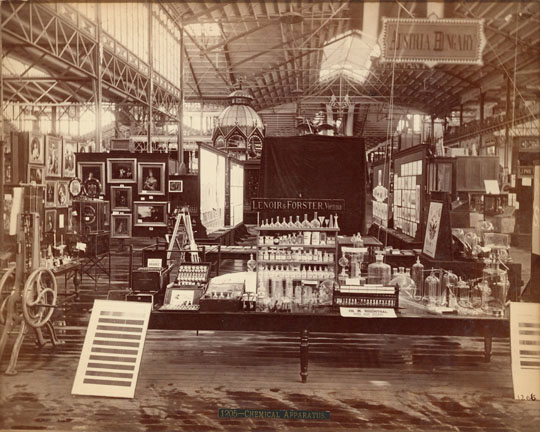
Lenoir & Forster, Messestand 1905

### Geschäftstätigkeit in Wien
Um 1850 ließ Lenoir sich in Wien nieder, nahm die österreichische Staatsbürgerschaft an und gründete dort ein Geschäft, das sich zunächst mit der Herstellung und dem Verkauf von Mikroskopen befasste. Später kamen weitere physikalischen Instrumente, chemische und pharmazeutische Präparate sowie naturwissenschaftliche und sonstigen Lehrmittel hinzu. Geschäft und Wohnung befanden sich in der Magdalenenstraße 14 in 6. Wiener Bezirk, wo er noch 1886 als Hersteller „chemischer und pharmazeutischer Apparate“ gemeldet war. 1855 hatte er u. a. die Österreich-Vertretung für die mikroskopischen Präparate der Schweizer Firma „Mikroskopisches Institut Engel & Comp.“ aus Wabern bei Bern. 1857 verkaufte er zwei Modelle von Dampfmaschinen an das Stift Kremsmünster, wo sie sich noch heute im Museum befinden. Mit seinen Produkten nahm er an mehreren Gewerbeausstellungen teil, so bei der Pariser Weltausstellung 1867.
In den 1850er Jahren betrieb er mit seinem nach Wien nachgezogenen Bruder zudem ein Verlagsgeschäft, das u. a. 1856 eine Sammlung von Lithografien prominenter Naturforscher herausbrachte. Diese Tätigkeit wurde jedoch durch Jean Conrads frühen Tod am 11. Juli 1872 beendet.

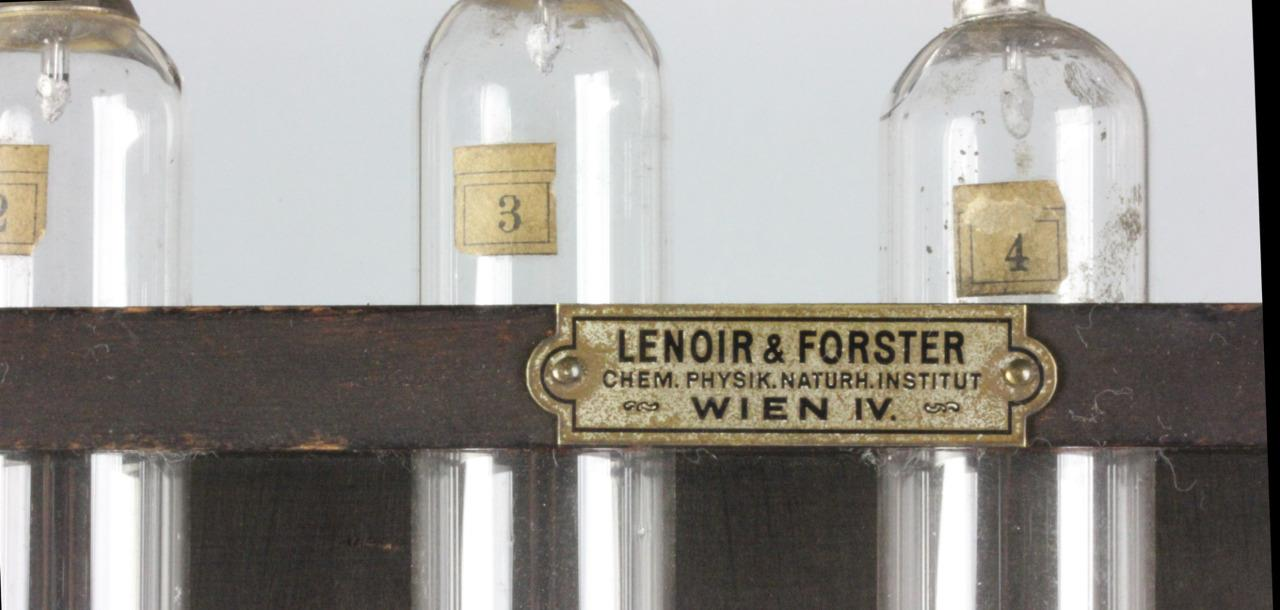
Firmenschild

1875 nahm Lenoir den Chemiker Karl Forster als Gesellschafter in die Firma auf, die seitdem als OHG unter der Firma „Lenoir & Forster“ geführt wurde. 1888 zog die Firma in den 4. Wiener Bezirk, Waaggasse 5, neben dem Palais Colloredo, um und nahm im Folgejahr Max Hlawaczek als dritten Gesellschafter auf. Zu dieser Zeit wurden offenbar keine Gegenstände mehr selbst hergestellt, sondern man beschränkte sich auf den Vertrieb von naturwissenschaftlichen Lehrmitteln aller Art, wie  mikroskopischen Präparate, Mikroskope, Laboriatoriumsgeräte und Chemikalien. Lieferanten waren u. a. der Anatom Heinrich Frey und die Optische Werke J.D. Möller. 1888, mit 63 Jahren, verkaufte Lenoir seine Firmenanteile an seine Partner und zog sich aus Wien zurück. Die Handelsgesellschaft wurde danach durch Forster und Hlawacek weitergeführt, 1925 in eine GmbH unter der Firma „Lenoir & Forster GmbH Nachfolger Hlawaczek & Co.“ umgewandelt und nach dem 1938 erfolgten Tode von Max Hlawaczek am 29. Januar 1940 gelöscht.

### Immobilienunternehmungen

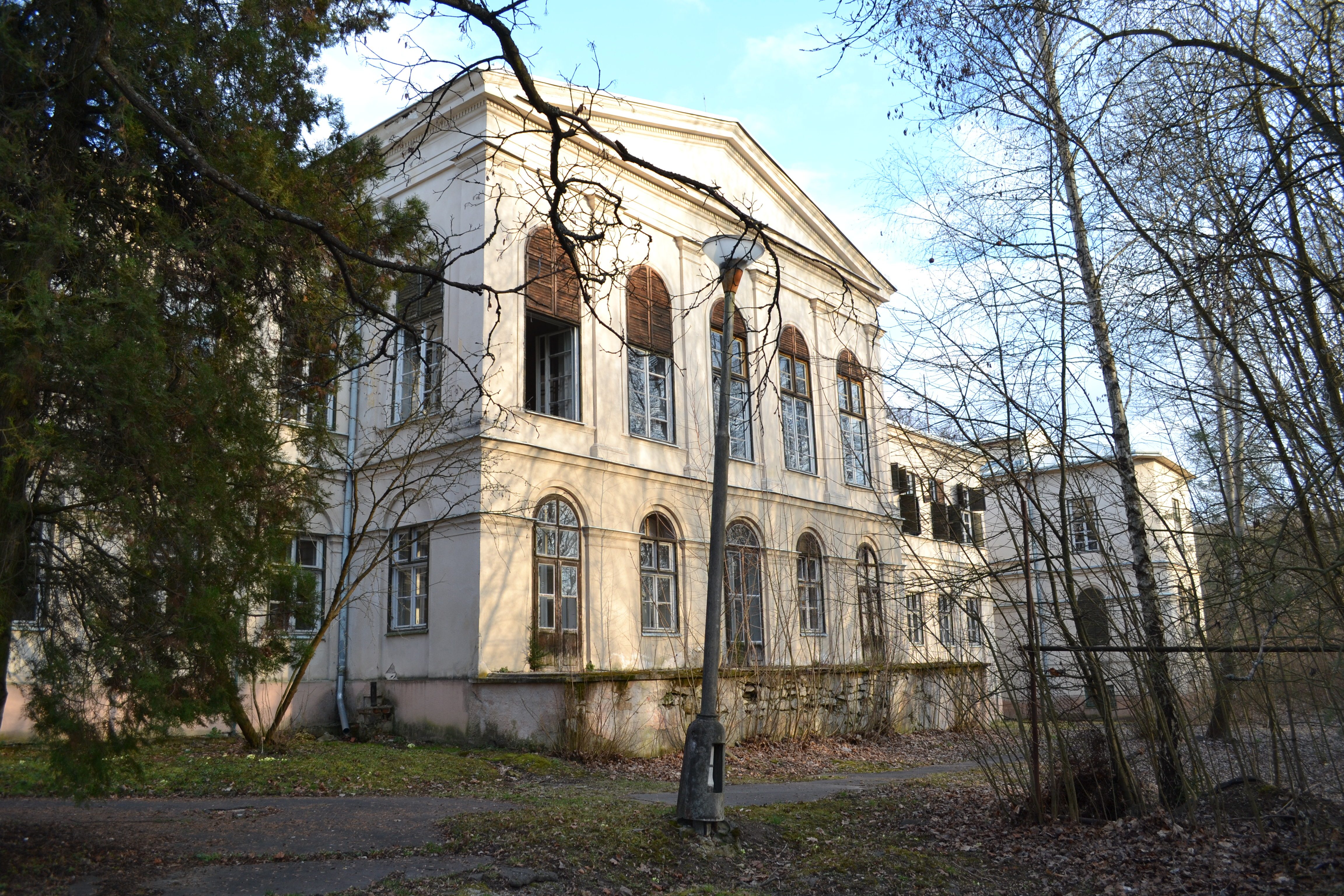
Das ehemalige Kurhaus in Sliač 2016

In den 1870er Jahren hatte Lenoir bereits ein beträchtliches Vermögen angesammelt, das er erfolgreich in Immobilien investierte. Dabei verstand er es, den durch den Wiener Börsenkrach von 1873 entstandenen Preisverfall für sich zu nutzen.
1878 erwarb er das Heilbad Sliač (damals Szliács, auch Sliatsch) in der Mittelslowakei und entwickelte es zu einem eleganten Modebad, das um 1900 besonders von der wohlhabenden ungarischen Gesellschaft aufgesucht wurde.
1886 erwarb er in Meran die Bauruine des Grandhotel Meraner Hof von der in Schwierigkeiten geratenen Allgemeinen Wiener Baugesellschaft. Er ließ das Hotel 1887 vollenden und verkaufte es 1889 an den Unternehmer Friedrich Freytag aus Bad Homburg.

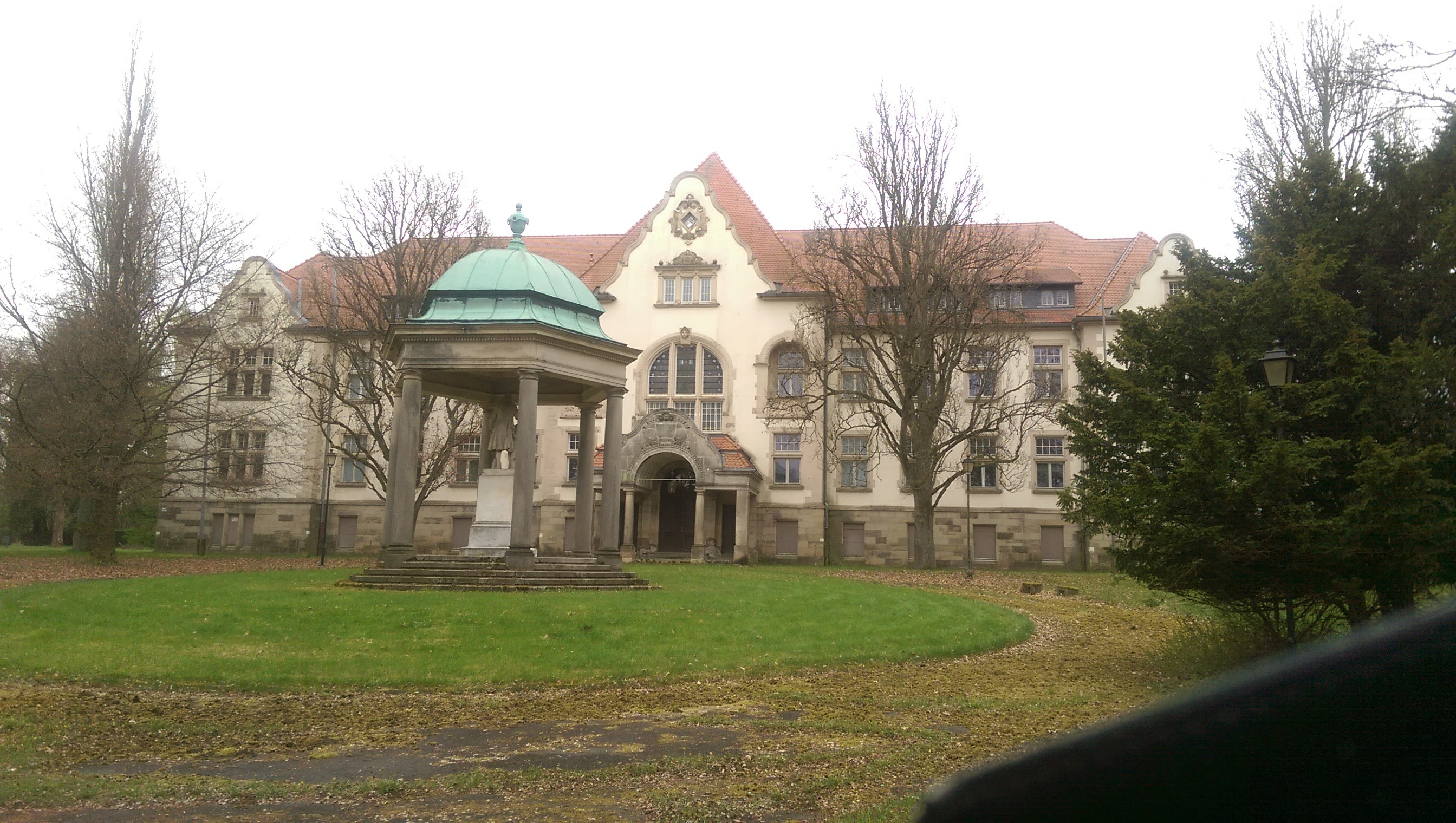
Das inzwischen leerstehende Waisenhaus in Fürstenhagen 2017

### Stiftung
In den 1890er Jahren erkannte der lebenslange Junggeselle „Mitnehmen kann man nichts“. Beeindruckt von den Ideen des Pädagogen Heinrich Pestalozzi reifte in ihm die Idee, sein Vermögen für die Waisenkinder der Stadt Kassel einzusetzen. Am 14. Februar 1891 schrieb er an den damaligen Oberbürgermeister von Kassel, Emil Weise: „Als bleibenden Ausdruck treuer Liebe und Anhänglichkeit biete ich meiner Vaterstadt Cassel an, auf meine Kosten die Gründung einer humanitäten Stiftung unter dem Namen der Brüder George und Conrad Lenoir, zum vornehmlichen Zwecke der Erziehung von Waisen ohne Rücksicht auf Confession, Orts- und Landeszugehörigkeit der Eltern...“. Am 25. Oktober 1893 gründete er schließlich die rechtsfähige „Stiftung der Brüder George und Conrad Lenoir“ und überwies der Stadt Kassel hierzu zunächst 2 Millionen Goldmark. Später erhöhte er das Stiftungskapital auf 6,5 Millionen Goldmark, wodurch die noch heute größte Sozialstiftung in Hessen entstand. Dass die Einrichtung nach Fürstenhagen (heute ein Ortsteil von Hessisch Lichtenau) kam, lag an dem Erwerb des Gutes Teichhof. Mit den Erlösen aus dem 140 Hektar großen Agrarbetrieb, aus dem Kurbad Sliač und aus dem Verkauf des Grandhotels Meraner Hof sollte der Betrieb des Waisenhauses sichergestellt werden. 1903 begann man mit dem Bau des Mausoleums. Erst vier Jahre darauf begann man mit dem Bau der Lenoir-Stiftung unter der Leitung des Kasseler Architekten Julius Eubell. Am 1. April 1909 wurde das Haupthaus, später sozialpädagogische Fachschule, mit Nebengebäude von zunächst 20 Mädchen bezogen. Hochbetagt konnte Lenoir erleben, wie in seiner Stiftung Kinder in familienähnlichen Gruppen heranwuchsen. Ein eigenes Stifterzimmer im zweiten Stock des Mittelhauses diente ihm bei seinen zahlreichen Besuchen als Wohnung. Am 8. Oktober 1909 feierte George André Lenoir dort mit den Waisenkindern den Geburtstag seines Vaters, keinen Monat später, am 2. November 1909, starb er in Meran an der Wassersucht. Er wurde am 9. November 1909 im Mausoleum der Stiftung in Fürstenhagen beigesetzt, wo auch seine Eltern, Jérôme und Elizabeth, sowie sein Bruder Conrad und 8 weitere Waisenkinder ihre letzte Ruhe fanden.

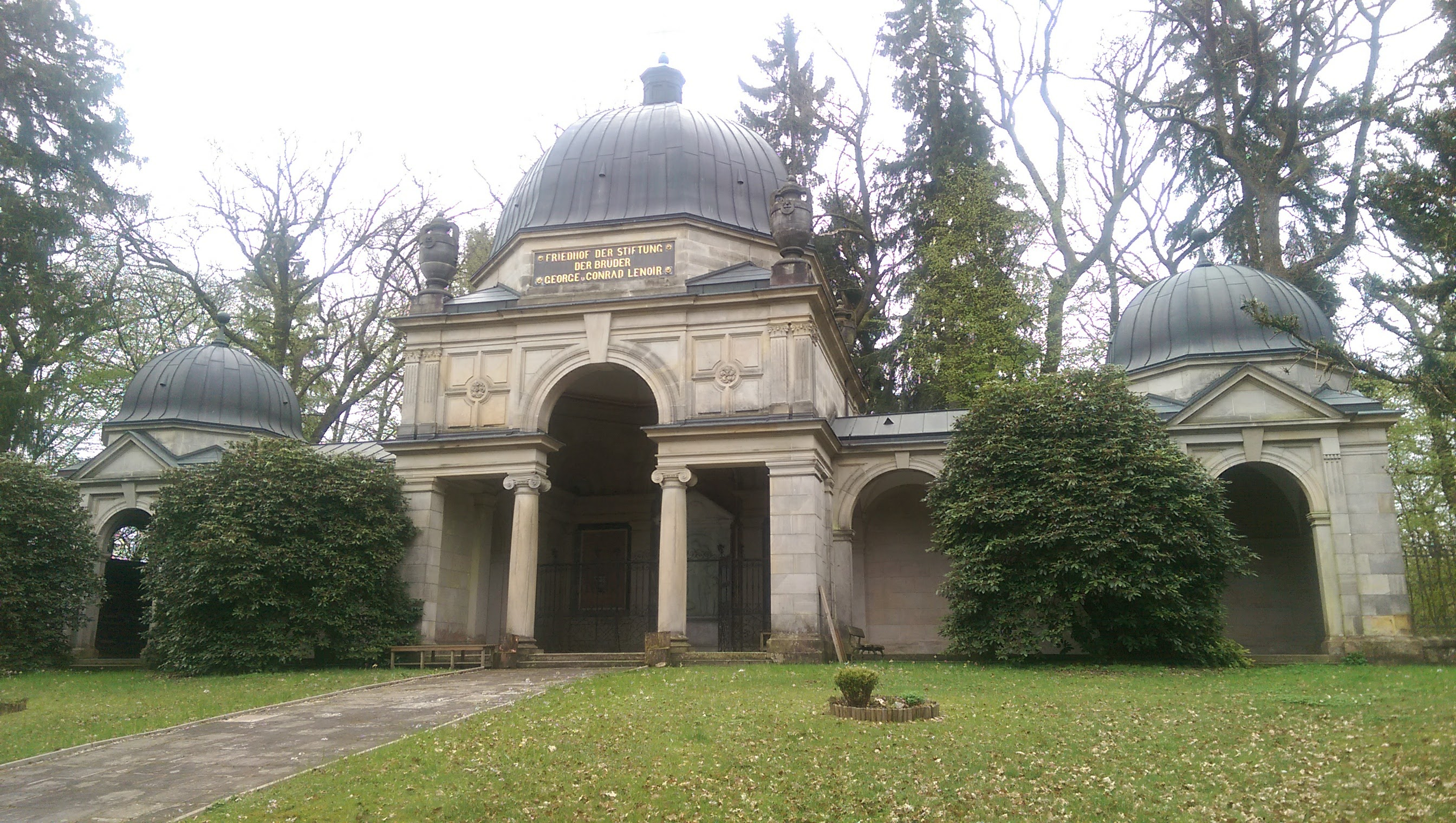
Das Mausoleum in Fürstenhagen

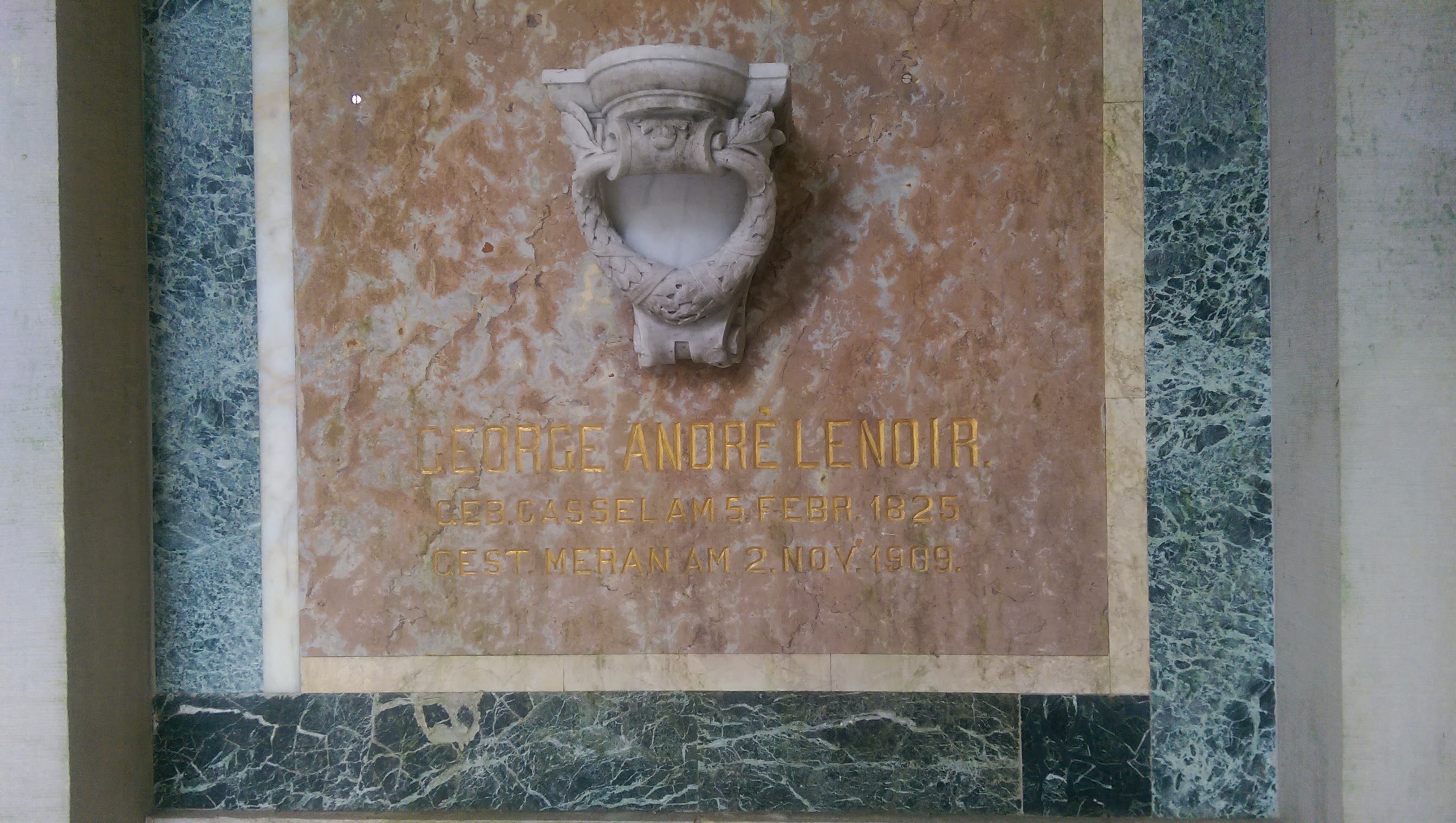
Gedenktafel im Mausoleum

Doch so sehr er sich auch bemüht hatte, sein Werk auf Dauer anzulegen, die geschichtlichen Veränderungen des 20. Jahrhunderts führten schon bald nach dem Ersten Weltkrieg dazu, dass das Vermögen zu einem großen Teil verlorenging. Die von ihm errichteten Gebäude, heute stehen sie unter Denkmalschutz, haben eine wechselvolle Geschichte hinter sich: Es waren unter anderem drei Waisenhäuser, das benachbarte Gut Teichhof, ein Pestalozzi-Denkmal, ein Wasserwerk, zwei Mühlen und eine Bäckerei. Später wurden die Häuser der Lenoirstiftung als Aus- und Übersiedlerwohnheim genutzt.
Die Lenoir-Stiftung ist inzwischen verkauft. Für 460.000 Euro erhielt ein unbekannter Bieter den Zuschlag für die Gebäude, die vorher Eigentum des Landes Hessen waren. Die Hessische/Niedersächsische Allgemeine bezifferte im Januar 2023 den Betrag auf 2,5 Mio. Euro. Über die letztendliche Summe haben die beteiligten Parteien Stillschweigen vereinbart.

## Auszeichnungen
- 1867 Auszeichnungen bei der Pariser Weltausstellung
- 1893  Ehrenbürger der Stadt Kassel
- Benennung des Meraner-Hof-Steges in „Lenoir-Steg“[5]